# René Serex
René Serex (* 1922; † 2011) war ein Schweizer Diplomat.

## Leben
Serex trat 1944 in den diplomatischen Dienst und war unter anderem zwischen dem 15. Juni 1959 und 1960 Verweser des Konsulats in Singapur. Nach zwischenzeitlichen anderen Verwendungen wurde er am 28. November 1974 Erster Botschaftssekretär an der Botschaft in Singapur sowie am 28. Februar 1977 Botschaftsrat an der Ständigen Vertretung beim Europarat.
Im Anschluss wurde Serex am 3. April 1980 als Geschäftsträger ad Interim kommissarischer Leiter der Botschaft in Kamerun. Im Anschluss wurde er am 3. Februar 1982 als Nachfolger von Walter Rieser Botschafter in Kamerun und übte diese Funktion bis zum 19. April 1983 aus, woraufhin Jacques Rial sein dortiger Nachfolger wurde. Zuletzt löste er am 5. Juli 1983 Hans Miesch als Botschafter in Irland und verblieb dort bis zu seinem Eintritt in den Ruhestand am 31. Mai 1987, woraufhin Charles Frédéric Hummel sein Nachfolger wurde.

## Weblink
- Dokumente von und über Serex, René in der Datenbank Dodis der Diplomatischen Dokumente der Schweiz

| Personendaten    | Personendaten      |
| ---------------- | ------------------ |
| NAME             | Serex, René        |
| KURZBESCHREIBUNG | Schweizer Diplomat |
| GEBURTSDATUM     | 1922               |
| STERBEDATUM      | 2011               |